# Amália Santana
Amália Santana (Itaberaí, Goiás, 28 de dezembro de 1962) é uma política brasileira, filiada ao PT. Atualmente, é deputada estadual pelo Tocantins.